# Barbula pseudo-ehrenbergii
Barbula pseudo-ehrenbergii là một loài Rêu trong họ Pottiaceae. Loài này được M. Fleisch. mô tả khoa học đầu tiên năm 1904.